# Thomas Gainsborough
Pour les articles homonymes, voir Gainsborough.
Thomas Gainsborough (Sudbury, 14 mai 1727 - Londres, royaume de Grande-Bretagne, 2 août 1788) est un artiste peintre, graveur et dessinateur britannique, et l'un des plus célèbres portraitistes et paysagistes de la Grande-Bretagne du XVIIIe siècle.

## Biographie
Gainsborough est né en 1727 à Sudbury, dans le Suffolk, en Angleterre. Son père, dont il était le cinquième fils, était un instituteur en relation avec le commerce de la laine. À 13 ans, il impressionne si bien son père par ses talents de dessinateur, qu’il peut partir à Londres pour étudier l'art en 1740. À Londres, il a été apprenti à l'âge de treize ans chez un orfèvre, puis se forme chez le graveur Hubert-François Gravelot, un dessinateur français installé à Londres. Il s'associe ensuite avec William Hogarth et son école, la St Martin's Lane Academy. Un autre de ses mentors est Francis Hayman. 

### Débuts
Il ouvre son premier atelier en 1745. Il se fait très vite un nom à Londres, où il est invité à exposer avec les plus grands de son temps dès l'âge de 21 ans. Au cours de ces années, il participe à la décoration de ce qui est maintenant la Thomas Coram Foundation for Children et des Supper Boxes des Vauxhall Gardens.
En 1746, Gainsborough épouse Margaret Burr, âgée de 18 ans. Ils auront deux filles, dont il fit souvent le portrait, depuis leur enfance jusqu'à la fin de leur vingtième année. Soucieux de leur avenir, il veille à ce qu'elles soient bien éduquées, les envoyant dans un pensionnat exclusif à Chelsea et les encadrant en dessin et en peinture de paysage. Le père illégitime de Margaret, le duc de Beaufort, Henry Scudamore, leur verse une rente de 200 £.

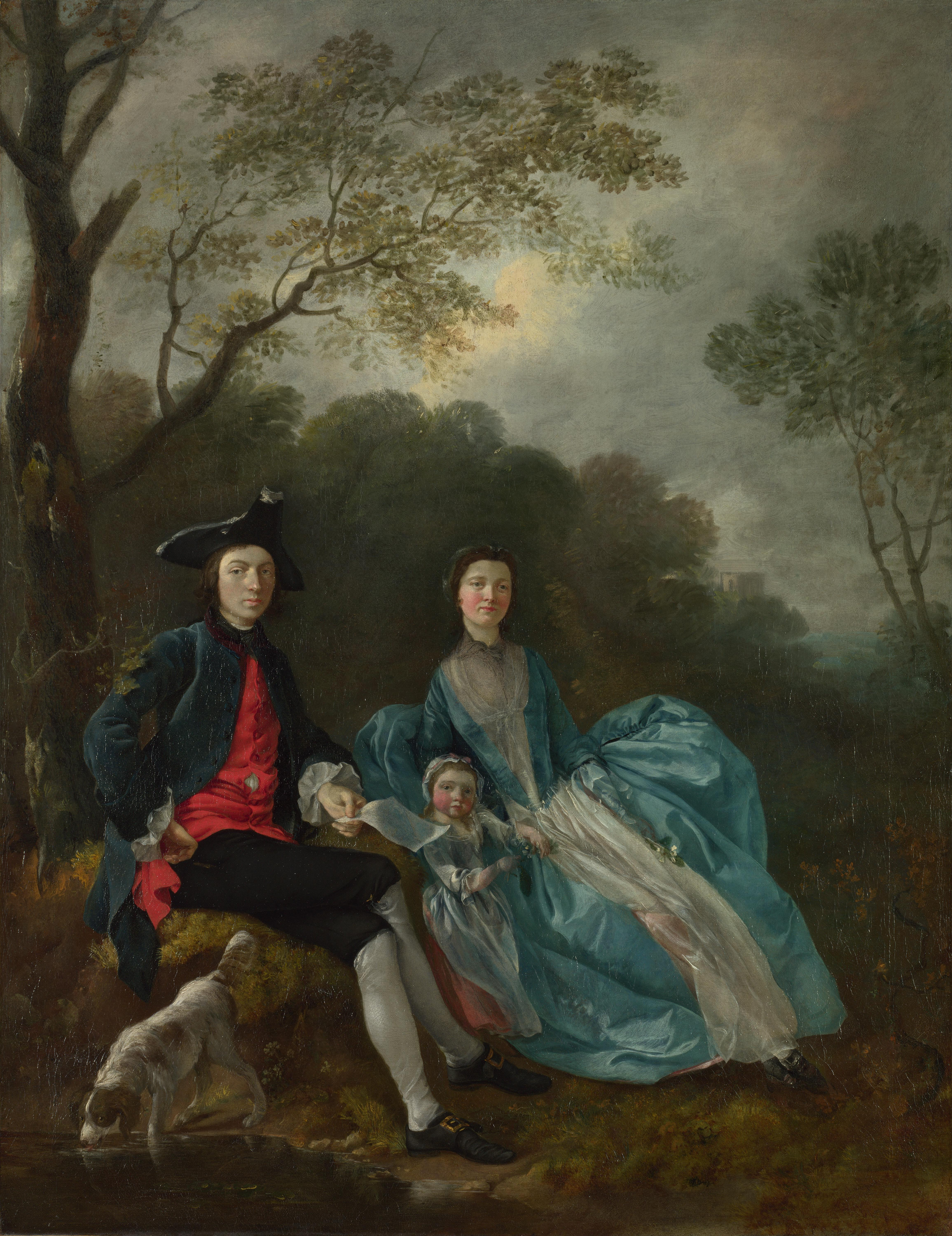
L'artiste avec sa femme et sa fille
par Th. Gainsborough, v. 1748
National Gallery, Londres.

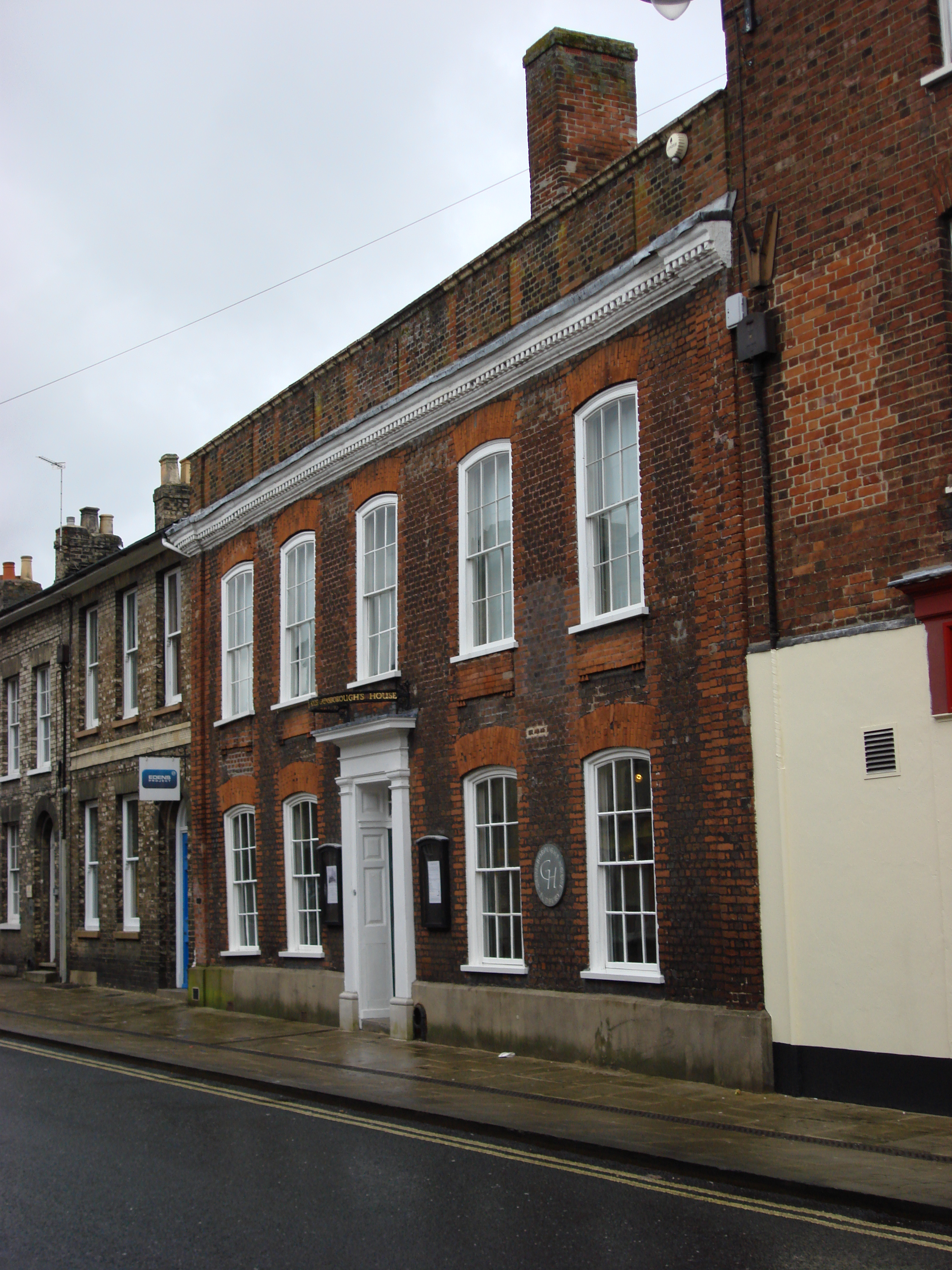
La maison de Gainsborough
à Sudbury.

À cette époque, son œuvre, essentiellement des paysages, ne se vend pas très bien. Il repart à Sudbury en 1748-1749 et concentre son activité sur les portraits. « Un homme, dira Gainsborough, peut faire de grandes choses et pourtant mourir méconnu dans un grenier s’il ne maîtrise pas ses inclinations et ne se conforme pas à l’œil du vulgaire en choisissant la spécialité que tout le monde paiera et encouragera. »
Gainsborough rencontra le peintre Joshua Kirby à l'occasion de leur collaboration à un tableau commun vers 1748. Ils restèrent amis toute leur vie. Peu après, il a peint un portrait de son ami avec sa femme Sarah Bull, conservé à la National Portrait Gallery.
En 1752, avec sa famille, il déménage à Ipswich. Les commandes de portraits augmentent, mais sa clientèle est surtout constituée de marchands locaux et de propriétaires terriens. Il doit emprunter, gageant la rente de sa femme.
Au printemps 1759, il fait le portrait de sa nièce Susanna Gardiner. La mère de Susanna, Susan, était l’une de ses sœurs, menuisière dans leur ville natale de Sudbury. Le portrait était peut-être destiné à être un cadeau avant son départ à Bath.

### À Bath, la renommée
En 1759, Gainsborough se rend à Bath et s'installe au 17 du complexe résidentiel The Circus. Il y étudie des portraits d'Antoine van Dyck dans les collections de différents manoirs, et finit par attirer une clientèle de la haute société, plus rémunératrice.
En 1760, il fait le portrait d'un de ses amis, le collectionneur et dessinateur Uvedale Tomkins Price (en). Cette œuvre est aujourd'hui conservée à la Alte Pinakothek de Munich.
En 1761, il commence à envoyer des œuvres à la Society of Arts exhibition de Londres (devenue la Royal Society of Arts, dont il est l’un des premiers membres) et à partir de 1769 aux expositions annuelles de la Royal Academy. Il choisit des portraits de clients célèbres pour attirer l'attention. Les expositions l’aident à gagner une réputation nationale, et il est invité à devenir un des membres fondateurs de la Royal Academy en 1768. Pourtant, sa relation avec l’Académie n'est pas facile. En 1773, il est en désaccord sur l'installation de ses tableaux et il cesse d'y exposer jusqu'en 1777.

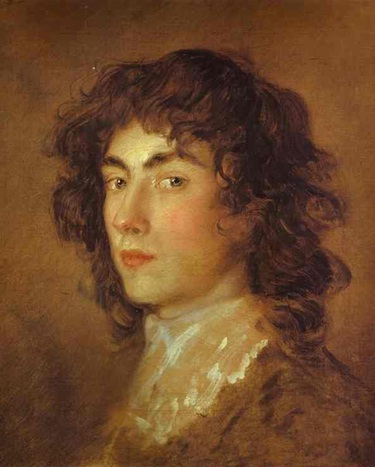
Gainsborough Dupont, 1770-1775
Tate Britain, Londres.

Il prend comme apprenti son neveu, Gainsborough Dupont (1754-1797) en 1772. Il n'y a aucune trace d'aucun autre élève ou assistant.

### Retour à Londres, au service de la famille royale
Gainsborough et sa famille retournent à Londres en 1774. Établi comme portraitiste à la mode, il vit à Schomberg House, Pall Mall. En 1777, il recommence à exposer à la Royal Academy, avec des portraits de célébrités de l'époque, notamment le frère et la belle-sœur du roi, le duc Henri et la duchesse Anne de Cumberland (en). Ces expositions se poursuivent pendant dix ans. 

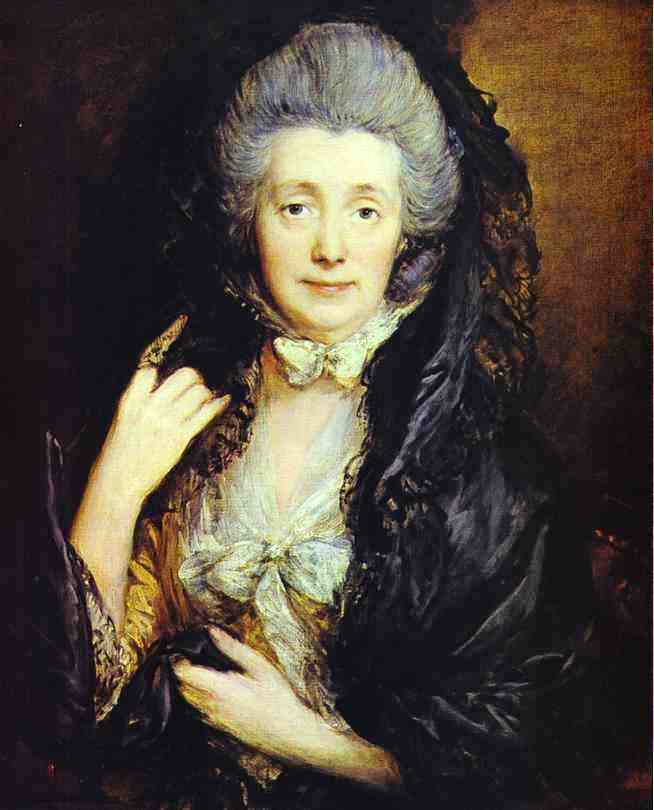
Mrs Gainsborough, v. 1778
par Thomas Gainsborough
Courtauld Gallery.

En 1780, il réalise les portraits du roi George III et de la reine Charlotte, et reçoit par la suite de nombreuses commandes royales. Cela lui donne de l’influence sur l’Académie pour définir de quelle façon son œuvre doit être exposée.
Il visite le West Country avec Gainsborough Dupont vers 1782 et la région des lacs avec Samuel Kilderbee (en) en 1783.
En 1784, il est à nouveau en conflit avec l'Académie, en particulier à propos du Portrait des trois filles aînées de Georges III. Le comité de 1784 a décidé de le suspendre « au-dessus de la ligne » (la « ligne » étant une division à peu près au niveau des yeux entre les peintures de cabinet accrochées au-dessous, et les œuvres de grand format, accrochées au-dessus). Les commentaires de Gainsborough fournissent un aperçu précieux de ce qu'il considérait comme une particularité de sa manière de peindre : « il approuve beaucoup la ligne établie pour des effets puissants », écrit-il, mais cette œuvre ne devrait pas être placée à une hauteur supérieure à cinq pieds et demi, car "Il a peint ce tableau des princesses d'une lumière tendre" ». Cette formulation « lumière tendre » résume son style de peinture doux, subtilement coloré et évocateur ; le contraire des « effets forts ». Le comité n'était pas disposé à accepter et Gainsborough a retiré le travail, le montrant plutôt dans son studio à Schomberg House et n'envoyant plus jamais de travail à l'Académie. En 1784, le peintre officiel de la cour, Allan Ramsay, meurt. Le roi doit offrir le titre au rival de Gainsborough, le président de l’Académie, Joshua Reynolds, même si Gainsborough reste le peintre préféré de la famille royale.
Il parvient à une réconciliation avec son grand rival, Sir Joshua Reynolds, qui le louangeait à la Royal Academy, déclarant que « quoi qu'il tentât, il atteignait un degré d'excellence élevé » (R. Wark, éd., Sir Joshua Reynolds: Discourses on Art, New Haven et London 1975, p.254).

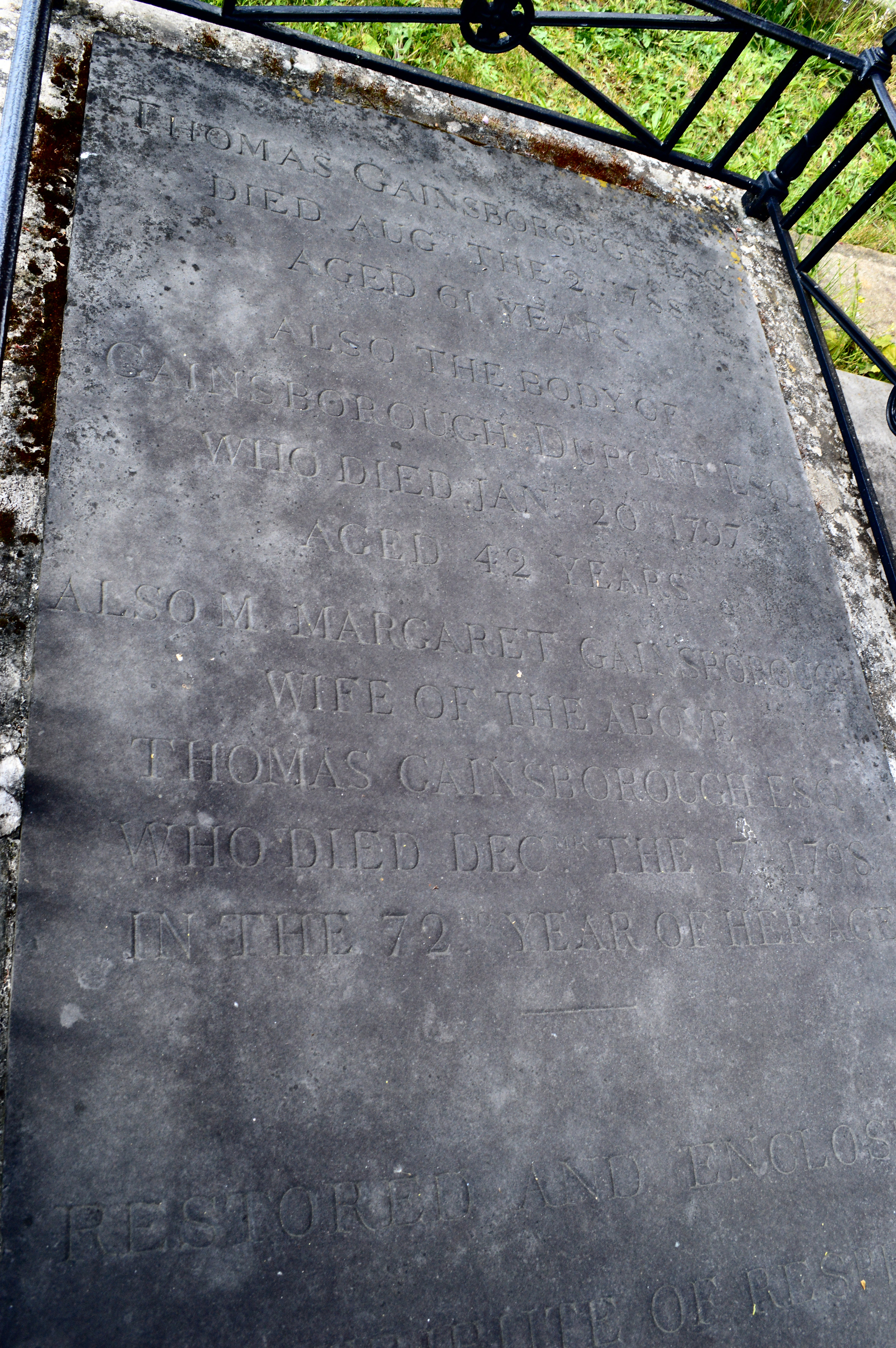
Tombe de Thomas Gainsborough dans le cimetière de St. Anne's Church, Kew.

Gainsborough meurt d'un cancer le 2 août 1788 dans sa 62e année, dans sa maison Schomberg House à Pall Mall, Londres. Il est enterré à l'église de Kew à Londres. Une vente à titre posthume de ses tableaux et dessins a eu lieu à la maison Schomberg en 1789. Une rue à Kew, Gainsborough Road, est nommée d'après lui.

## Œuvre
Avec Richard Wilson, il est l’un des fondateurs de l’école britannique du paysage du XVIIIe siècle et, avec Joshua Reynolds, il est le portraitiste britannique dominant de la seconde moitié du même siècle. Mais contrairement à Reynolds, il évite les références à l'art de la Renaissance italienne ou à l'Antiquité et montre ses modèles en costume contemporain à la mode.

### Paysages
À ses débuts, dans son Suffolk natal, il s'inspire des paysages hollandais du xviie siècle. Cependant, les coups de pinceau légèrement peints, les formes oscillantes, la lumière répartie en taches irrégulières et la coloration finement réglée caractérisent un changement stylistique en légèreté enjouée. Il peignait plus selon ses observations de la nature qu’en appliquant des règles formelles. Il travaillait rapidement, fusionnant souvent ses portraits avec la scène en arrière-plan, recourant à une palette restreinte.
Son installation à Bath en 1759 s'accompagne d'un changement de style. Alors que l'influence de la manière hollandaise est manifeste dans ses paysages antérieurs, qui observent de près la nature et ordonnent des compositions ordonnées, ceux peints à Bath, puis à Londres, deviennent plus pastoraux et poétiques. C'était probablement une réponse aux goûts sophistiqués de ses nouveaux clients et dû au fait qu'il ait vu des œuvres de Claude Lorrain et de Rubens, dans certaines des collections d’art voisines, telles que celles de Wilton et de Stourhead. Il est influencé par la structure et la poésie de Claude Lorrain (1600-82), considérée à l'époque comme l'un des plus grands maîtres en peinture de paysage. Il fait de fréquentes excursions de dessin dans la campagne environnante. Il aurait construit à cette époque dans son atelier des maquettes en bois composées de charbon, d’argile ou de sable, avec des morceaux de miroir pour les lacs et des branches de brocoli pour représenter les arbres, afin de l’aider à construire ses compositions. Ces modèles artificiels, créés par la faible lumière d’une bougie, ont servi de base à ses peintures finies - des compositions de paysages entièrement imaginaires.

### Portraits
Ses œuvres comme Portrait de Mrs Graham, Les Filles du peintre, William Hallett et son épouse Elizabeth, née Stephen, connue sous le nom de Promenade matinale (1785) et Petite paysanne au chien et à la cruche (1785) montrent le caractère unique (l'individualité) de ses sujets.
À Bath, de 1759 à 1774, il développe un style de portrait combinant l'élégance de Van Dyck avec sa propre approche plus informelle. Pour Gainsborough, la ressemblance était « la principale beauté et l’intention du portrait », tandis que Reynolds, au contraire, tenait la « simple ressemblance » sous-estimée et cherchait à intellectualiser ses œuvres en incluant des références à l’Antiquité classique. Si les portraits de Gainsborough peuvent être conçus pour une salle familiale, ceux de Reynolds, pleins de dignité et de réserve, seraient destinés à une grande salle de réception ou à un escalier.
Ses deux filles sont parmi ses sujets de prédilection. Il en a peint au moins cinq doubles et plusieurs portraits individuels à différents âges.

### Fantaisie
Au cours des huit dernières années de sa vie, il réalise vingt tableaux « de fantaisie ». Ces œuvres rappellent par leurs thèmes la peinture de Murillo, artiste préféré de Gainsborough après van Dyck. Ces scènes de genre suscitaient l'admiration de nombreux artistes contemporains. À la fin de sa vie, il peint souvent des paysages d’une composition très simple.
Malgré son grand succès en tant que portraitiste, il a toujours affirmé qu'il préférait peindre des paysages. Il écrit à un ami, William Jackson : « J'en ai marre de Portraits et je souhaite vivement emmener mon Viol da Gamba et me rendre dans un village charmant, où je peux peindre des Landskips et profiter de la fin de la vie en toute tranquillité et facilité. » (dans Woodall, p.115, n ° 56)
Trois de ses peintures sont exposées au Birmingham Museum and Art Gallery, à Birmingham, en Angleterre.

### Sélection d'œuvres
- Conversation dans un parc ou Richard Andrews et sa femme, vers 1747, 73 × 68 cm, musée du Louvre, Paris[2]
- Paysage du Suffolk, vers 1748, huile sur toile, 65 × 95 cm, Kunsthistorisches Museum, Vienne[11]
- Portrait de l'artiste avec sa femme et sa fille, vers 1748, National Gallery, Londres

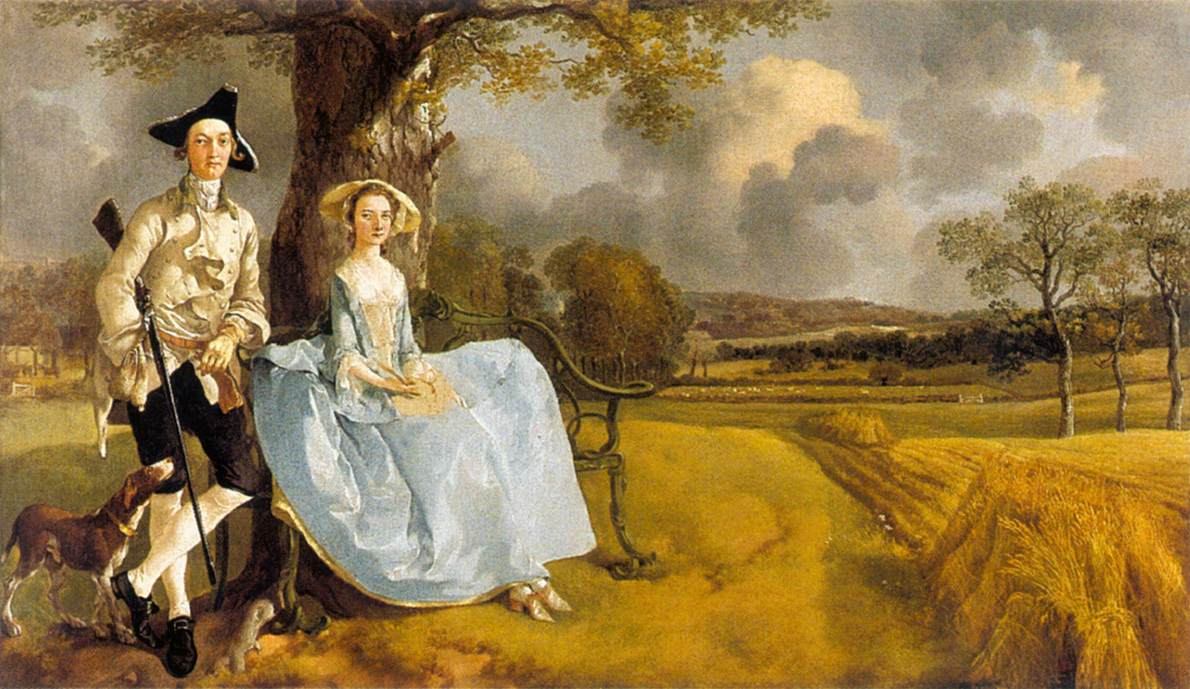
Les Époux Andrews, vers 1750
National Gallery, Londres.

- Les Époux Andrews, vers 1750, huile sur toile, 70 × 119 cm, National Gallery, Londres[16]
- Campement de bohémiens au lever du soleil, 1753-1754, huile sur toile, 48 × 62 cm, Tate Gallery, Londres[17]
- Les Filles du peintre chassant un papillon, vers 1756, huile sur toile, 113 × 105 cm, National Gallery, Londres[18]
- Sarah, Lady Innes, vers 1757, huile sur toile, 102 × 73 cm, Frick Collection, New York[19]
- Thomas Wollaston, 1759, Colchester & Ipswich Museums[20]
- Un grand paysage, début 1760, huile sur toile, 146 × 157 cm, Worcester Art Museum, Massachusetts
- Portrait de Lady Alston, 1765, huile sur toile, 228 × 166 cm, musée du Louvre, Paris[21]
- Elizabeth and Thomas Linley, vers 1768, huile sur toile, 70 × 62 cm, Clark Art Institute, Williamstown[22]
- Vue près de King's Bromley, sur Trent, Staffordshire, 1768-1770, huile sur toile, 119 × 168 cm, Philadelphia Museum of Art[23]
- L'Enfant bleu, 1770, huile sur toile, 179 × 123 cm, bibliothèque Huntington[24]
- Elizabeth et Mary Linley, 1772 retouchée 1785, huile sur toile, 199 × 153 cm, Dulwich Picture Gallery, Londres[25]
- La Femme en bleu, fin 1770-début 1780, huile sur toile, 76 × 63 cm, musée de l'Ermitage, Saint-Petersbourg[26]
- Son Honneur Frances Duncombe, vers 1777, huile sur toile, 234 × 155 cm, Frick Collection, New York[27]
- La Fille du peintre, Mary, 1777, huile sur toile, 77 × 65 cm, Tate Gallery, Londres[28]
- Portrait d'Anne, comtesse de Chesterfield, 1777-1778, huile sur toile, 221 × 156,2 cm, Getty Center, Los Angeles
- Mme Grace Dalrymple Elliott (1754 ?–1823), 1778, huile sur toile, 234 × 154 cm, Metropolitan Museum of Art, New York[29]
- Portrait de James Christie (1730 - 1803), 1778, huile sur toile, 128 × 102 cm, Getty Center, Los Angeles[30]
- Portrait de Mrs Gainsborough, vers 1778, Courtauld Gallery, Londres[31]
- Mrs. Peter William Baker, 1781, huile sur toile, 228 × 152 cm, Frick Collection, New York[32]
- Mrs Mary Robinson en Perdita, 1781, huile sur toile, 234 × 153 cm, Wallace Collection, Londres[33]
- Portrait de Giovanna Baccelli, exposée en 1782, huile sur toile, 227 × 149 cm, Tate Gallery, Londres[34]
- George IV (1762-1830) Prince of Wales, 1782, huile sur toile, 59 × 44 cm, Royal Collection
- La Grande allée à St. James's Park, vers 1783, huile sur toile, 121 × 147 cm, Frick Collection, New York[35]
- Mr et Mrs William Hallett ou La Promenade matinale, 1785, huile sur toile, 236 × 179 cm, National Gallery, Londres[36]
- Portrait de Georgiana, duchesse de Devonshire, 1785-1787, huile sur toile 127 × 101,5 cm, Chatsworth House
- Madame Richard Brinsley Sheridan, 1785-1787, huile sur toile 219,7 × 153,7 cm, National Gallery of Art, Washington
- Les Ramasseurs de bois, 1787, huile sur toile, 148 × 120 cm, Metropolitan Museum of Art, New York[37]
- John Bragge, Dorset Country Museum
- Portrait de la comtesse Howe, Kenwood House, Hampstead[38]

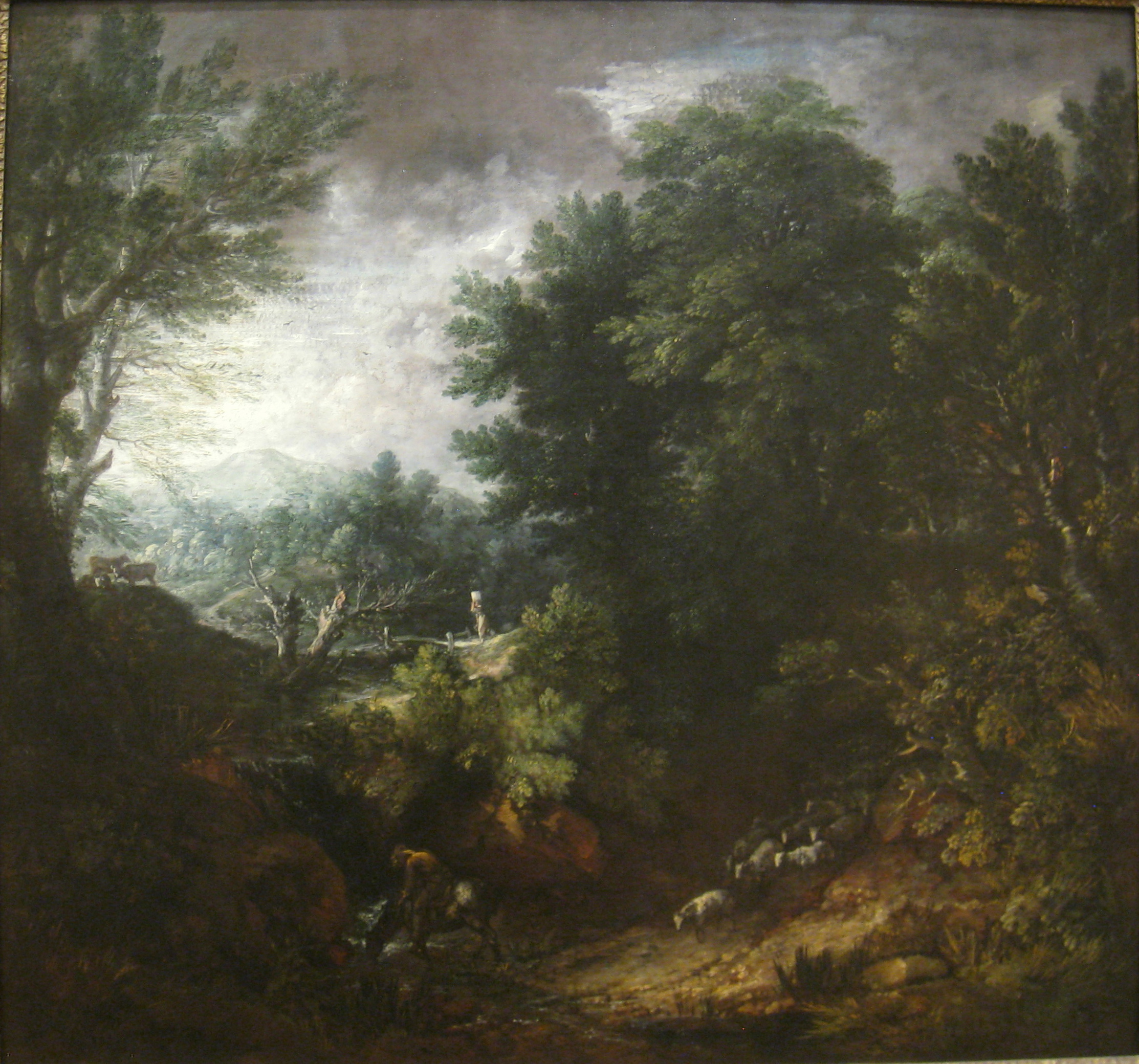
Grand paysage (1760) Worcester Art Museum
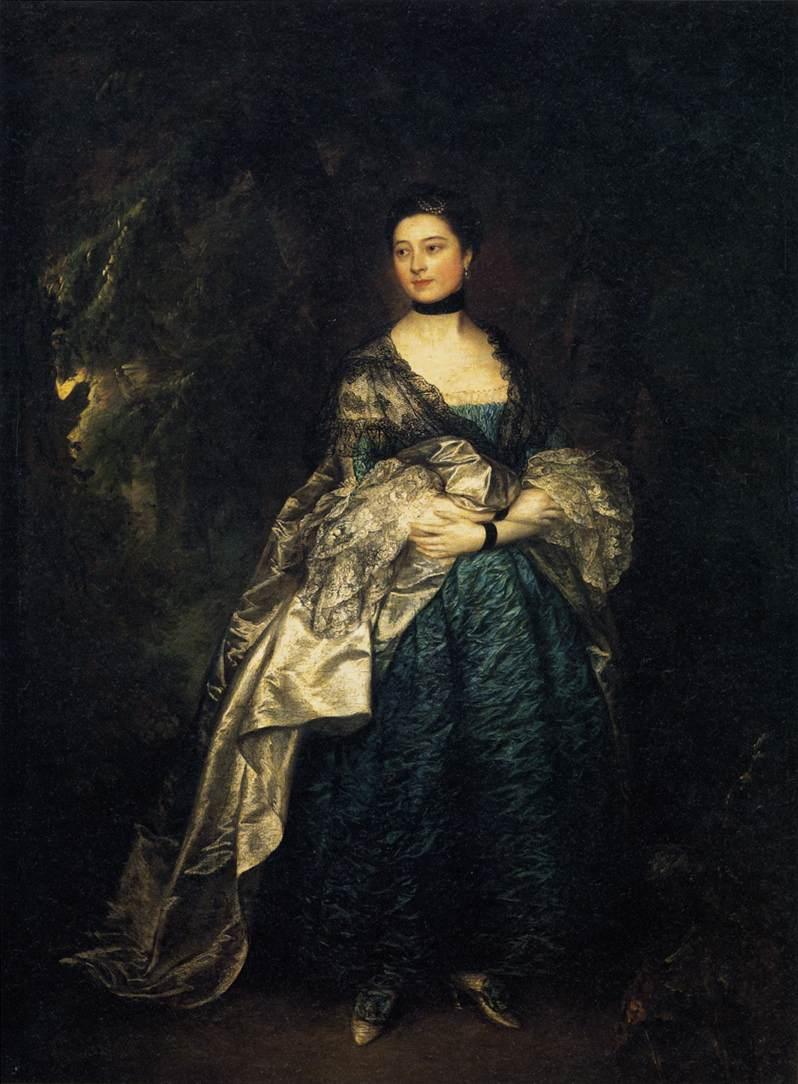
Portrait de Lady Alston (1765) Musée du Louvre
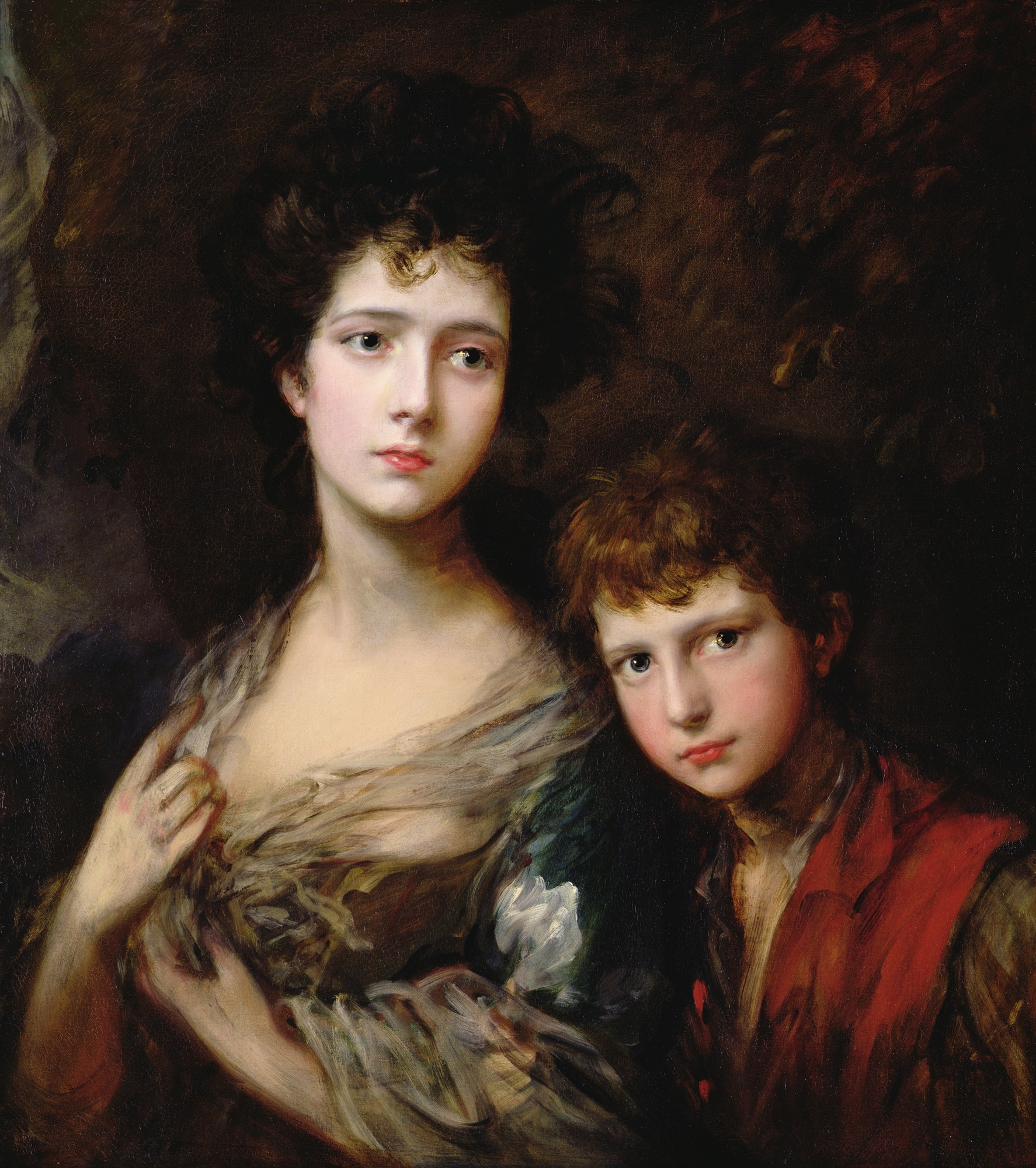
Elizabeth and Thomas Linley (1768) Clark Art Institute
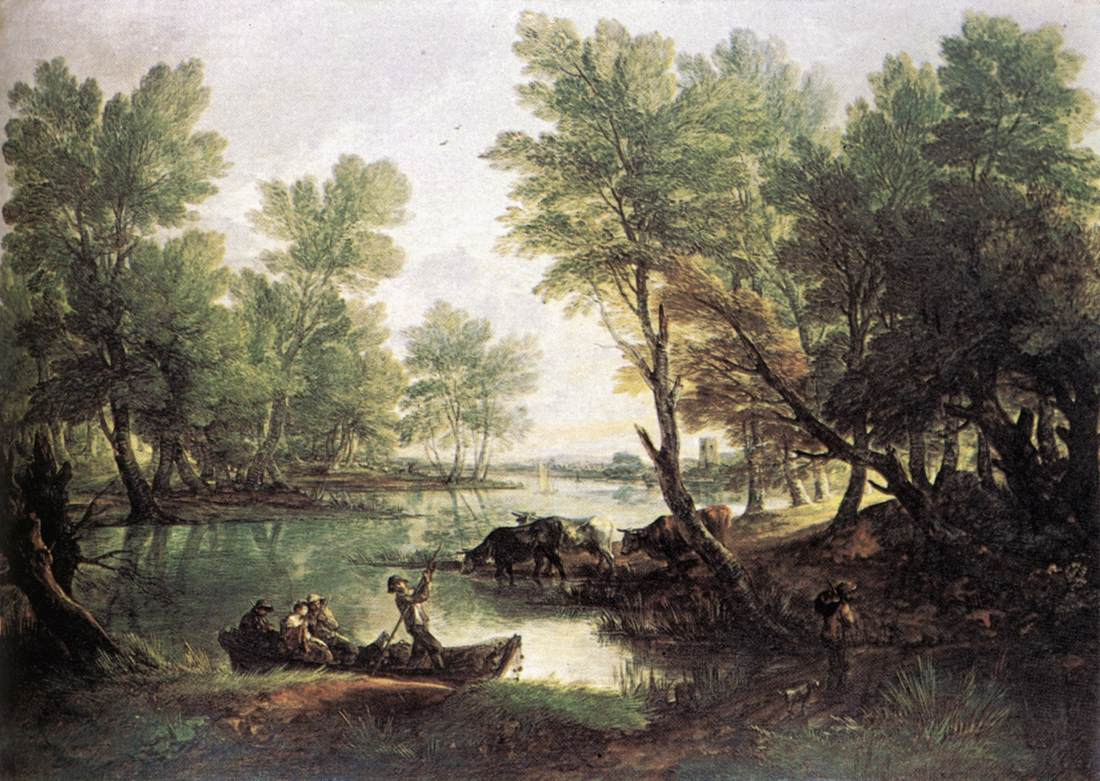
Près de King's Bromley, 1768-1770 Philadelphia Museum of Art
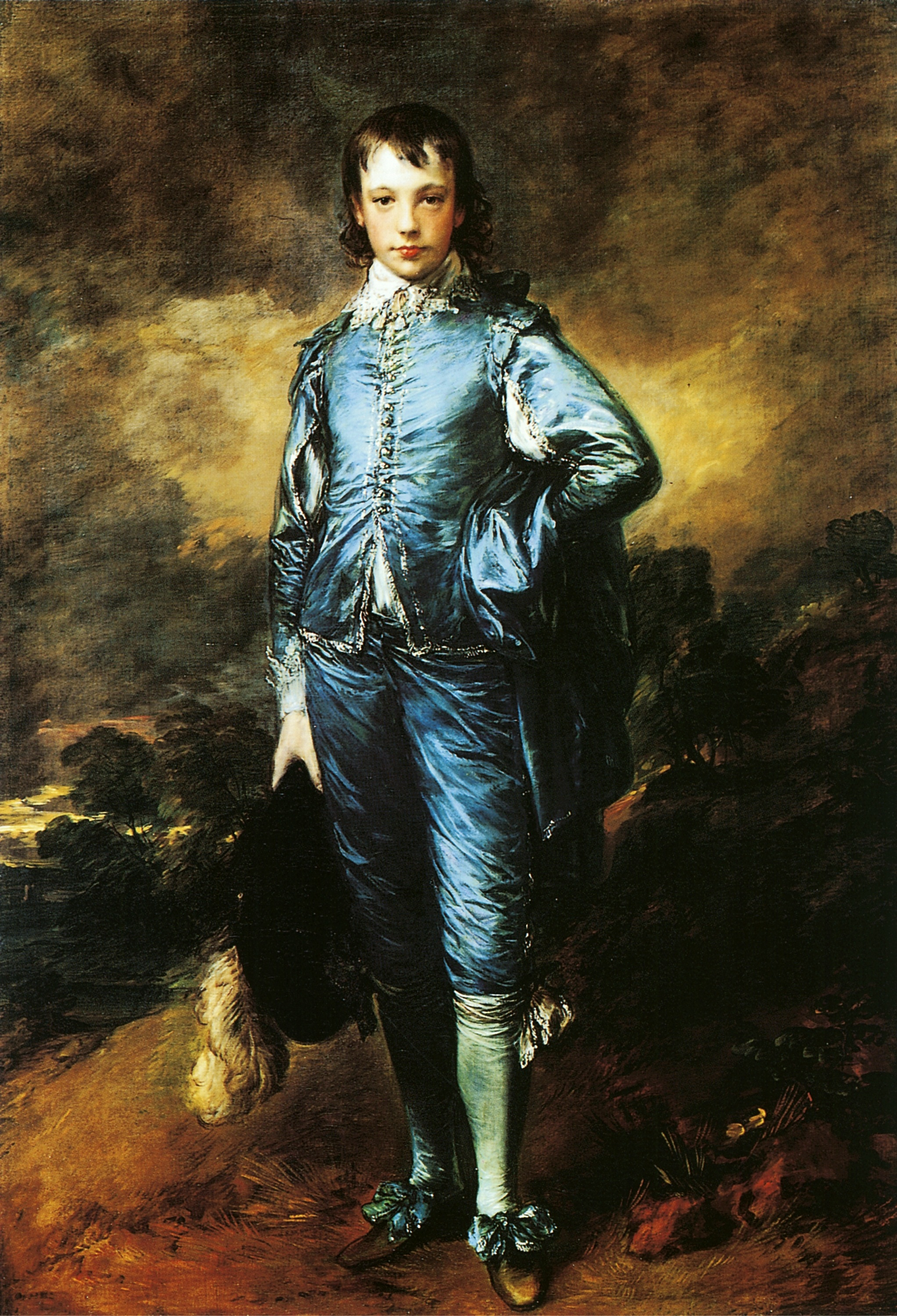
L'Enfant bleu (1770) Bibliothèque Huntington, San Marino
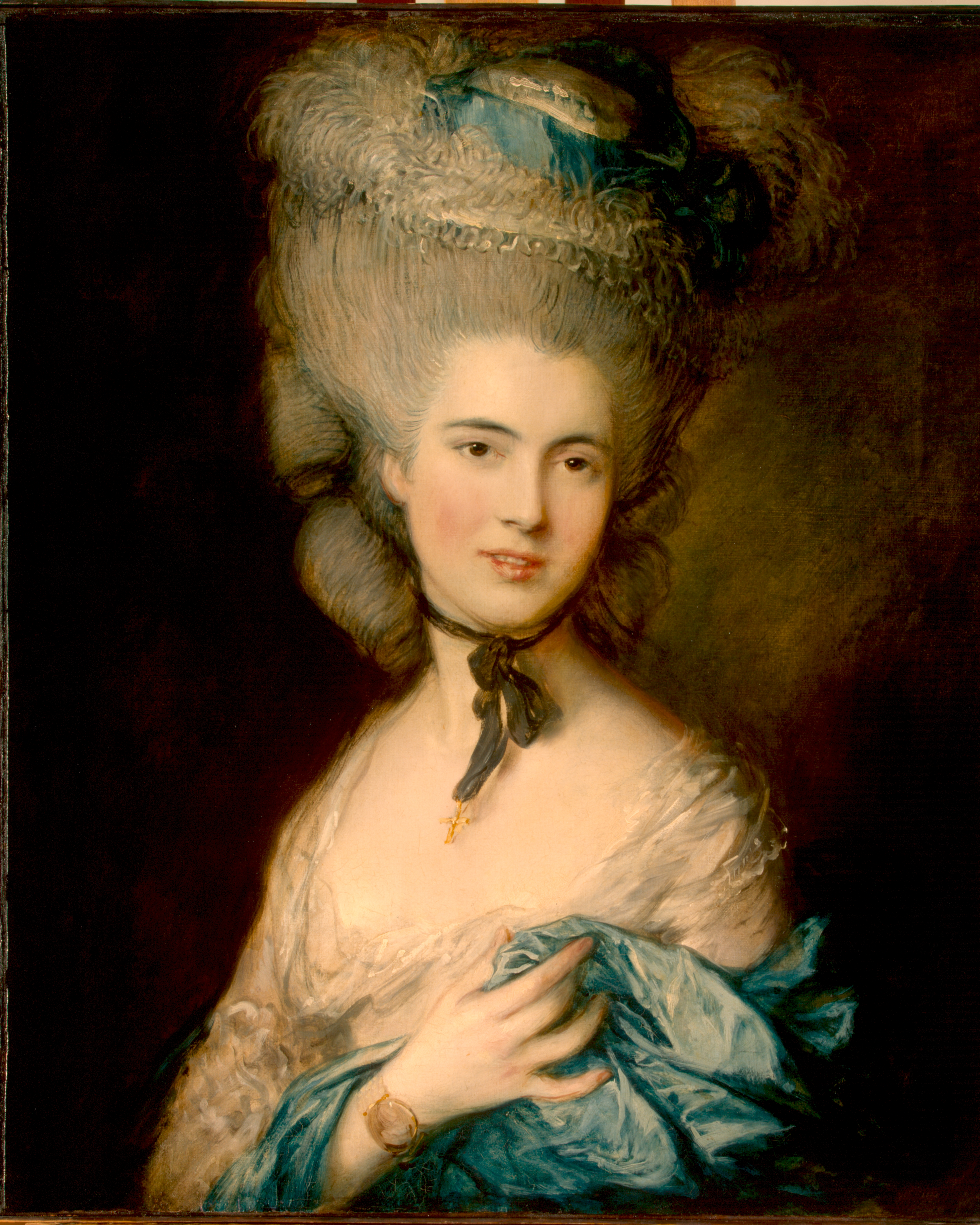
La Femme en bleu, 1775-1785 Musée de l'Ermitage
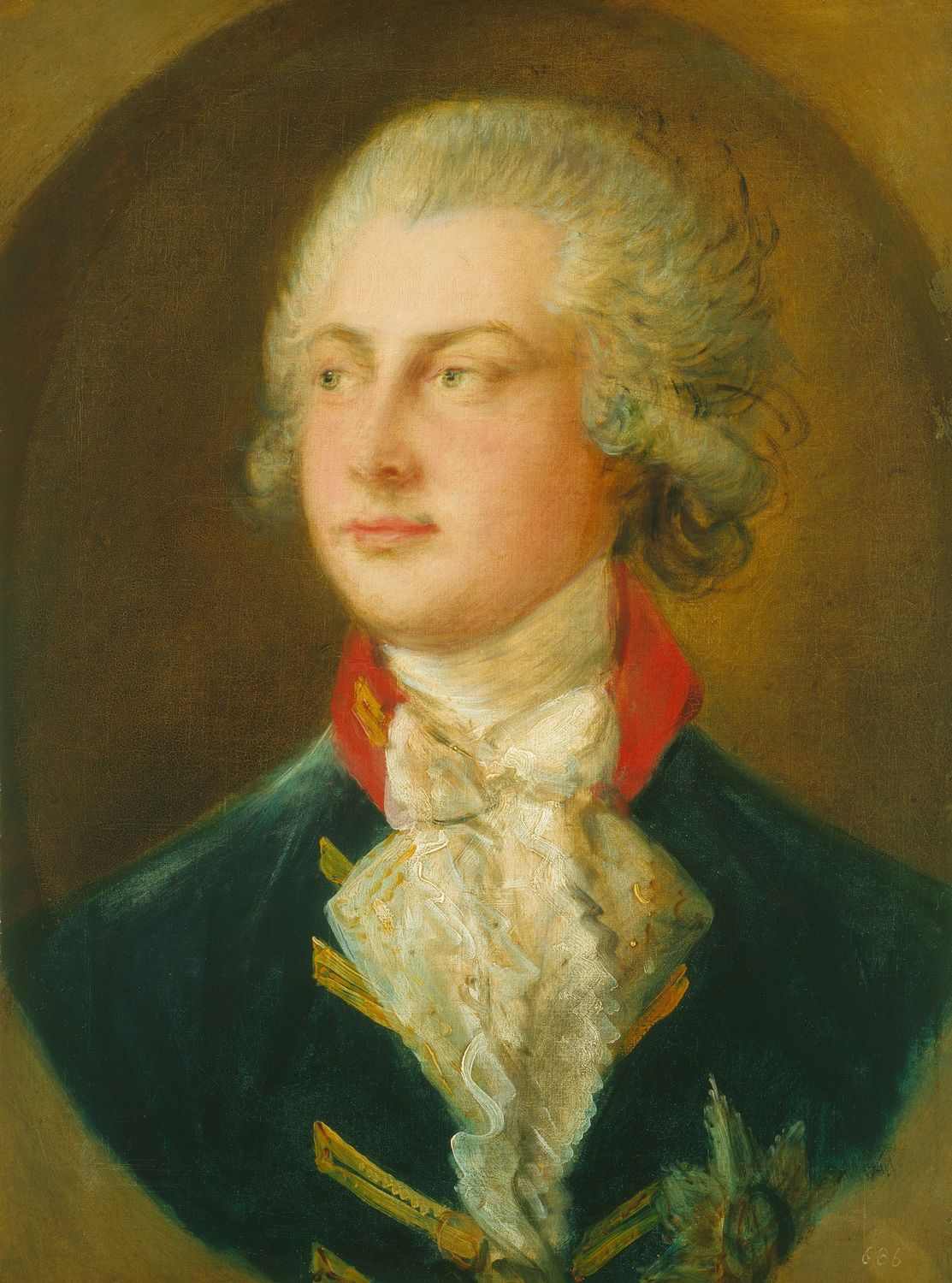
George IV, 1782 Royal Collection

### Gravures

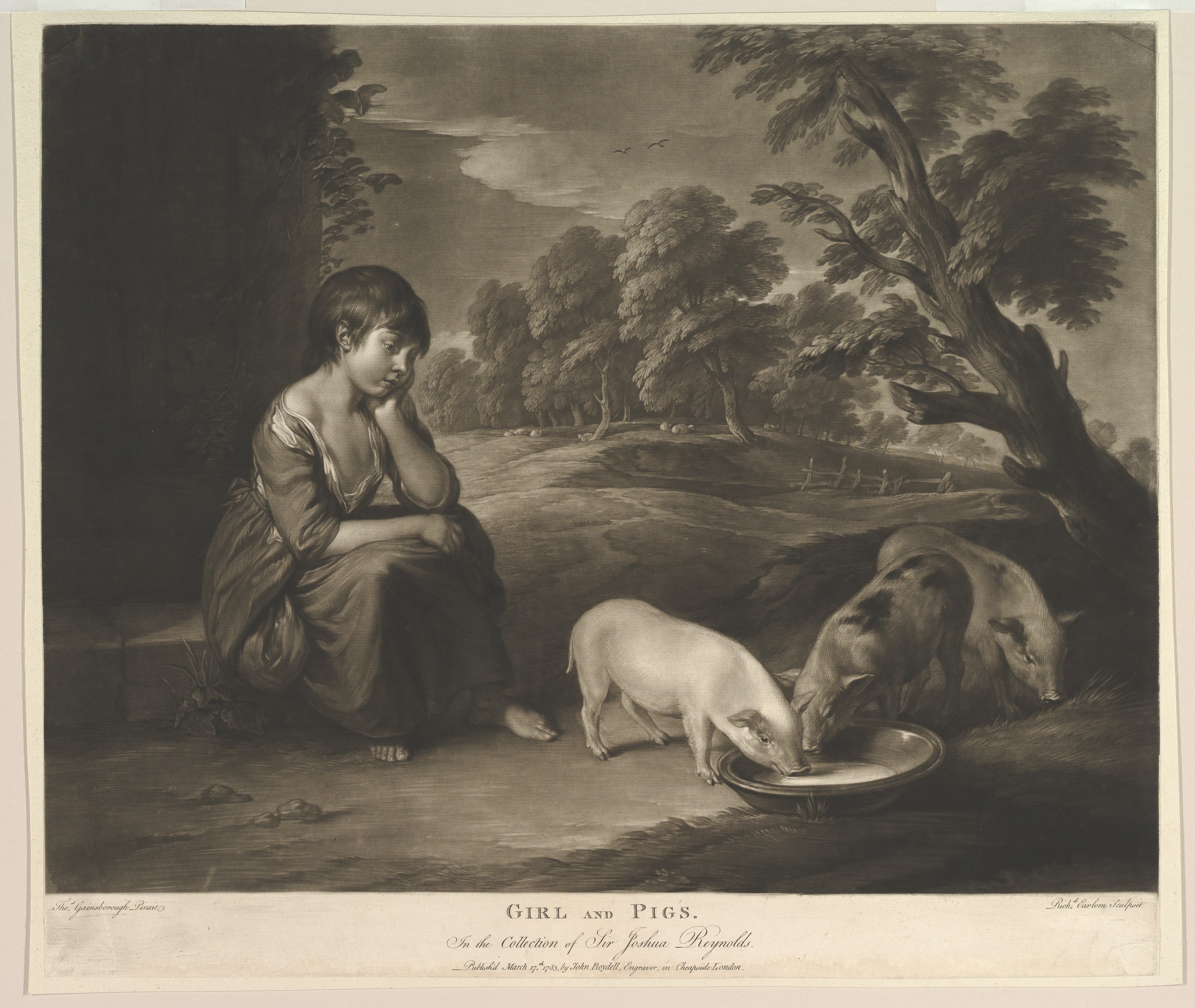
Girl and Pigs, gravure en manière noire (1783, MET Museum).
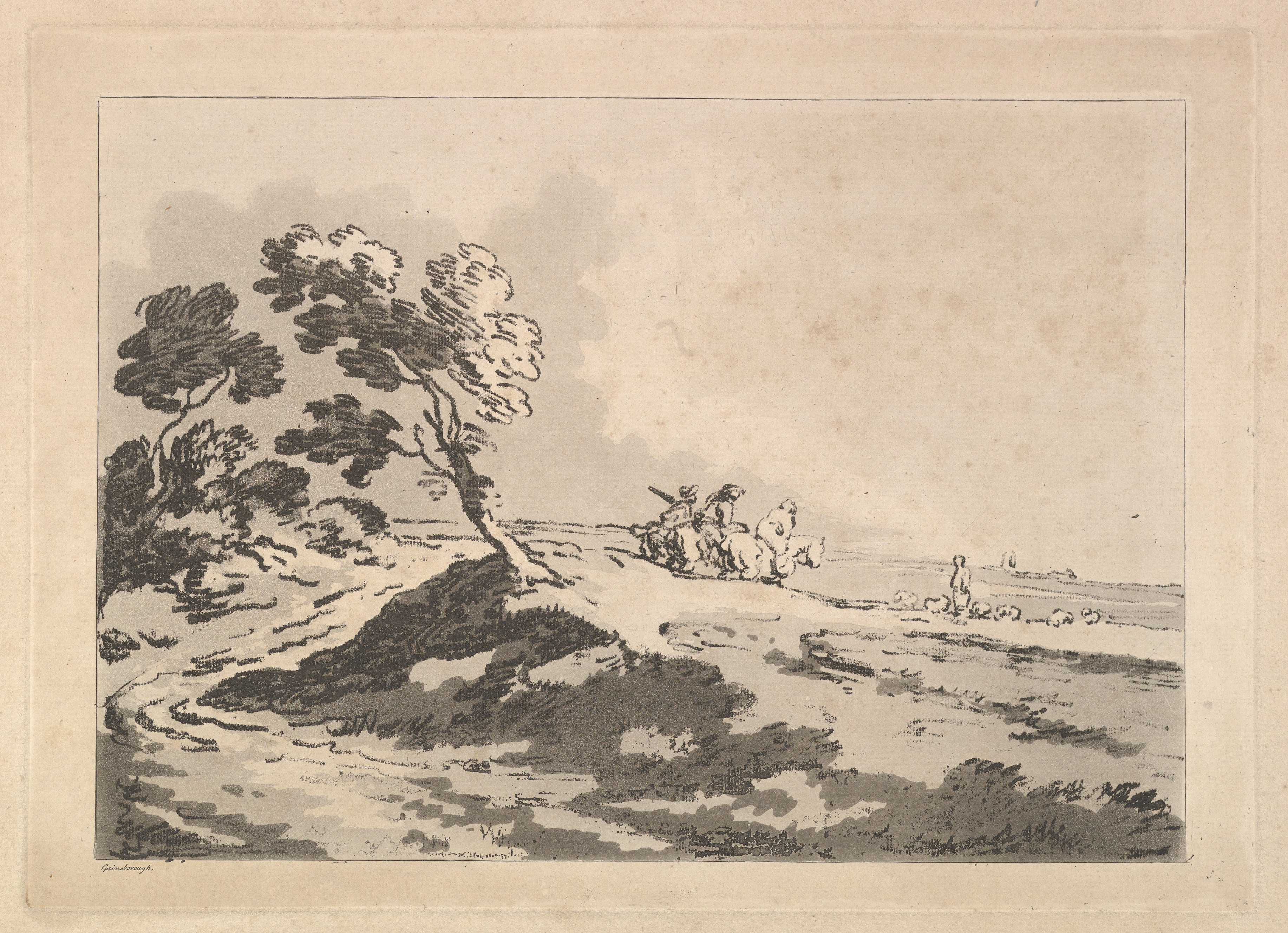
Open Landscape with Three Horsemen in the Middle Distance Heading to the Right, Windblown Trees at Left aquatinte et manière de crayon (1784-1788, MET Museum).

## Dans les arts et la culture populaire

### Filmographie

#### Cinéma
- Le film La Duchesse des bas-fonds, sorti en 1945, raconte l'histoire d'une jeune prostituée qui devient le modèle de Gainsborough.

#### Bases de données et dictionnaires
- Ressources relatives aux beaux-arts :   - AGORHA
  - Art Institute of Chicago
  - Art UK
  - Artists of the World Online
  - Auckland Art Gallery
  - Bénézit
  - Bridgeman Art Library
  - British Museum
  - Collection de peintures de l'État de Bavière
  - Grove Art Online
  - J. Paul Getty Museum
  - Musée d'art Nelson-Atkins
  - Musée des beaux-arts du Canada
  - Musée du Prado
  - Musée national du Victoria
  - Musée Städel
  - Musée Thyssen-Bornemisza
  - MutualArt
  - National Gallery of Art
  - National Portrait Gallery
  - Nationalmuseum
  - RKDartists
  - Royal Academy of Arts
  - Smithsonian American Art Museum
  - Tate
  - Te Papa Tongarewa
  - Union List of Artist Names
- Ressources relatives à la musique :   - Discogs
  - MusicBrainz
- Ressource relative à la littérature :   - Internet Speculative Fiction Database
- Ressource relative à la recherche :   - Biodiversity Heritage Library
- Notices dans des dictionnaires ou encyclopédies généralistes :   - Britannica
  - Brockhaus
  - Den Store Danske Encyklopædi
  - Deutsche Biographie
  - Enciclopedia italiana
  - Enciclopedia De Agostini
  - Gran Enciclopèdia Catalana
  - Hrvatska Enciklopedija
  - Internetowa encyklopedia PWN
  - Nationalencyklopedin
  - Oxford Dictionary of National Biography
  - Proleksis enciklopedija
  - Store norske leksikon
  - Treccani
  - Universalis
- Notices d'autorité :   - VIAF
  - ISNI
  - BnF (données)
  - IdRef
  - LCCN
  - GND
  - Japon
  - CiNii
  - Espagne
  - Belgique
  - Pays-Bas
  - Pologne
  - Israël
  - NUKAT
  - Catalogne
  - Suède
  - Vatican
  - Australie

#### Autres
- (en) Humanities Web: Thomas Gainsborough Biography
- (en) Britain Express: Thomas Gainsborough
- (en) Webmuseum Paris: Thomas Gainsborough
- (en) Olga's Gallery: Thomas Gainsborough
- (en) Artcyclopedia: Thomas Gainsborough
- Gainsborough ou les charmes du XVIIIe siècle, Marie-Annick Sékaly, directrice du service culturel de Clio
- Analyse de l'œuvre Mr and Mrs Andrews de Thomas Gainsborough